# Emstek
Emstek – gmina samodzielna (niem. Einheitsgemeinde) w Niemczech, w kraju związkowym Dolna Saksonia w powiecie Cloppenburg.